# Kuznyczi (przystanek kolejowy)
Kuznyczi (ukr. Кузничі) – przystanek kolejowy w miejscowości Kuznyczi, w rejonie czernihowskim, w obwodzie czernihowskim, na Ukrainie. Położony jest na linii Bachmacz - Homel.